# Calthropella stelligera
Calthropella stelligera är en svampdjursart som först beskrevs av Schmidt 1868.  Calthropella stelligera ingår i släktet Calthropella och familjen Calthropellidae. Inga underarter finns listade i Catalogue of Life.